# كوتارو نيشياما
كوتارو نيشياما (西山宏太朗 نيشياما كوتارو) هو مؤدي أصوات ياباني ولد في 10 نوفمبر 1991 في محافظة كاناغاوا.

## أدواره في الأنمي

### مسلسلات أنمي تلفزيونية
- نادي ثانوية الوسيمين للدفاع عن الأرض LOVE! - أتسشي كينوغاوا
- نادي ثانوية الوسيمين للدفاع عن الأرض LOVE!LOVE! - أتسشي كينوغاوا
- هايكيو!! - كاواشيما، كازوهيتو ناريتا
- هايكيو!! الموسم الثاني - كازوهيتو ناريتا
- فري! Eternal Summer - تورو إيواشيميزو
- كذبتك في أبريل - عضو نادي كرة القدم
- جويلبيت ماجيكال تشينج - ساكوتارو كيرارا
- أكاديميتي للأبطال - شينرين كاموي
- كيزناييفر - يوشيهارو هيسومو
- أنسامبل ستارز! - كاناتا شينكاي
- أكاديمية جليسي الأطفال - ريويتشي كاشيما
- ميجر سكند - هيكارو ساتو
- أنا من اليابان - توكيو أبيكو

### أفلام أنمي
- بلام! - شيغي

## أدواره في ألعاب الفيديو
- نادي ثانوية الوسيمين للدفاع عن الأرض LOVE!GAME! - أتسشي كينوغاوا
- هايكيو!! رابط! طلة القمة!! - كازوهيتو ناريتا

## أدواره في الدبلجة اليابانية
- إن سي آي إس: لوس أنجلوس - توان غوين

## وصلات خارجية
- كوتارو نيشياما على موقع IMDb (الإنجليزية)
- كوتارو نيشياما على موقع ميوزك برينز (الإنجليزية)
- كوتارو نيشياما على موقع قاعدة بيانات الفيلم (الإنجليزية)